# Лемнос
Лѐмнос или Лѝмнос (на гръцки: Λήμνος, старогръцко произношение Лемнос, новогръцко – Лимнос) е деветият по големина остров на Гърция в северната част на Егейско море.

## География

### Положение, големина, релеф
Островът е самостоятелен дем в административна област Северен Егей. Разположен е в северната част на Егейско море между островите Самотраки (на 42 km на север-североизток), Имврос (на 22 km на североизток) и Агиос Ефстратиос (на 30 km на юг) и на 58 km на изток-югоизток от полуостров Света гора (Атон).
Площта му е 476 km², бреговата линия е дълга 263 km и е силно разчленена от множество заливи (Мудрос, Кондия, Пурнеа и др.) и полуострови. Релефът е предимно хълмист, почти без гори, с ниска растителност и на места равнинен. Максимална височина при в. Вигла (426 m н.в.) на северозапад. 

### Геоложки строеж
Изграден е предимно от вулканични скали, 80% от които са трахити, фонолити и вулканичен туф. В низините се срещат терциерни седименти – мергелни глини и глинести льосове.

### Флора
Традиционното от столетия отглеждане на дребен рогат добитък – овце и кози е обезлесило острова. Преобладаваща растителност по цялата му територия е фриганата – нисък до коленете, труднопроходим бодлив храсталак от бодлива разваленка (Sarcopoterium spinosum) и испанска мащерка (Coridothymus capitatus).

### Фауна
На острова земноводните са представени от три вида жаби – зелена крастава жаба, pelophylax bedriagae  и сирийска чесновница. Влечугите са представени от петнадесет вида. Tри вида са костенурки – морската костенурка карета, европейската блатна костенурка и южната блатна костенурка. Геконите са представени от балканският гекон и турския гекон. Срещат се по един представител на гущерови и слепоци – змиеокият гущер и змиегущерът. Змиите са представени от смокът стрелец, пясъчната боа, malpolon insignitus, жълтоухата водна змия и стрелушката. На острова липсват отровни змии, каквито се срещат на съседните Лесбос, Самотраки и близката континентална суша.

### Населени места
Население 16 992 жители (2011).
На острова има 36 селища, като най-големи са градовете Мирина (5711 души) на запад и Мудрос (974 души) на изток. По-големи села са Агиос Димитриос (812 души) и Ацики (848 души).

## Икономика
Основният поминък на населението е земеделието (отглежда се пшеница, лозя, маслини) и риболов. 
Обработваемата площи на острова заемат 94 km2 или 20% от общата му площ към 2017 година, показвайки ясно изразена тенденция към намаляване – 139 km2 или 30% към 2005 година, 131 km2 или 27% към 2009 година, 124 km2 или 26% към 2012 година. Основно се отглеждат зърнени култури, маслодайни растения, фуражни култури и твърда пшеница, засетите площи от която показват най-голямо намаление за разглеждания период (5618,8 ha през 2005 година срещу само 45,1 ha през 2017 година).

## Митове

### Хефест
Островът в древни времена е бил посветен на бога на огъня и защитник на ковачите Хефест, който според мита паднал на Лемнос. Хефест бил хвърлен от Олимп от майка си Хера, която като видяла колко е хилав се възмутила и го хвърлила на земята. Според друга версия е хвърлен от баща си Зевс, тъй като е взел страната на майка си при пореден съпружески спор. След като цял ден се носил из простора, паднал на острова при залез слънце. Там според Омир за Хефест се грижили обитавалите острова синтийски мъже (Илиада, I, 590), а според Аполодор – Тетида (Митологическа библиотека I, 3,5). Този мит вероятно е свързан с активната вулканична дейност на острова. Според легенда, бог Хефест (на гръцки: ‘Ήφαιστος => ηφαίστειον = вулкан) е построил ковашката си работилница в дълбините на Мосихлос – действалия на острова в праисторическата епоха вулкан. В знак на благодарност за топлото посрещане Хефест предал на синтийците занаята на металообработката.

### Аргонавти
Легендите гласят, че първият цар на острова бил Тоант (Θόας), син на бог Дионис и Ариадна (дъщерята на критския цар Минос, помогнала на Тезей да убие Минотавъра). Още тогава (както и в наши дни) главен политически и религиозен център е град Мирина. Той дължи името си на съпругата на Тоант – Мирина (от град Йолк), която му родила дъщеря Хипсипила. По време на царуването на Тоант мъжете на острова пренебрегнали култовите ритуали в почит на Афродита и богинята на красотата ги наказала да имат много лоша телесна миризма, така че съпругите им да не могат да се приближават до тях. Тогава мъжете си докарали наложници от съседна Тракия. А отблъснатите жени така се ядосали от тази им постъпка, че умъртвили всичките човешки създания от мъжки пол на острова, изхвърляйки ги върху морските скали от нос Петас.
Само бащата на Хипсипила, царят Тоант, се бил спасил благодарение на дъщеря си, която го скрила от яростта на другите жени. И така на острова се установил гинекократичен режим.
След време Хипсипила, вече като царица, посрещнала топло аргонавтите, които пътували от Йолк до Колхида в търсене на Златното руно. След омъжването на Хипсипила с водача на аргонавтите Язон им се родили 2 сина – Евней и Неврофонон (Аполодор, I, 9, 17). Останалите жени на острова също посрещнали аргонавтите с отворени обятия (разбираема постъпка при липса на мъже) и като резултат на любовните им връзки с тях мъжкото население на острова се възобновило.
Според друга легенда при пристигането си аргонавтите открили, че островът е обитаван само от жени, които твърдели, че мъжете им са на война. Скоро обаче Язон и неговите сподвижници разбират, че жените са убили съпрузите си и се канят да убият и нечаканите си гости.

### Пентатлон
В онези времена остров Лемнос става родината на пентатлона (комплексен спорт с 5 дисциплини: бягане, скачане, борба, хвърляне на копие, хвърляне на диск) – състезание, организирано от Язон и Хипсипила за първи път в историята, в чест на аргонавтите, с богати награди. Първите полубогове пентатлонци са били Теламон, Лигефс, Зет, Калаид и Пилеас. Дисциплината пентатлон е включена за първи път в древните Олимпийски игри през 708 г. пр. Хр. в 18-ата олимпиада.
Плиний Стари в своята „Естествена история“ (ХХХVІ. 13) споменава за забележителен лабиринт на Лемнос, който обаче не е открит в наше време.

### Троянска война
Благодарение на близостта си до праисторическия град Троя, островът е споменат много често в Илиадата във връзка с едно или друго събитие свързано с Троянската война.
- Омир ни информира за Филоктет, водач на воини със седем кораба и чудесен стрелец с лък, който след като е ухапан от змия и страда от болки, е изоставен от ахейците на о-в Лемнос (Илиада, II, 720). Днес съществува пещера до самото море, в която според легендата е обитавана от Филоктет.
- Също така от Лемнос войската се снабдявала с „искрящо“ вино (VII, 465).
- От великия епос научаваме, че водачите на войската на данайците са посещавали близкия до Троя остров Лемнос вероятно за отмора и пируване (VIII, 230).
- На остров Лемнос богинята Хера е дошла, за да помоли Хипнос да приспи Зевс щом тя легне с него в любовна наслада, с цел да провали Херкулес (XIV, 230). От този пасаж историците вадят извода, че древните гърци са вярвали, че богът на сънищата е живял на остров Лемнос.
- На остров Лемнос Ахил лично е продал в робство на цар Евней (син на Язон и Хипсипила) пленника си Ликаон, синът на Приам (XXI, 40), срещу изкусен сребърен кратер, докаран от финикийци в Лемноския залив (XXIV, 745).

Епитетите, които Омир е използвал за остров Лемнос, са: Лемнос божествен, свещен, благоухаещ, анемоеса (пострадал от вятъра), остров на ветровете, огнен.

## История

### Обитаване
Археологическите проучвания сочат, че постоянно присъствие на обитатели се забелязва от средната новокаменната епоха. Първите, познати от изворите (Омир, Херодот, Тукидид), обитатели на острова са били синтиите (Sintioi), което на старогръцки ще рече: „крадци“ (според Страбон тракийско племе). Други племена, населявали острова в праисторически времена, са карийци, етруски (тиренци), критяни, минийци, пеласги (от XI век пр.н.е.) и други, съхранили доолимпийските култове (пр. кабирите). Според митовете Хефест и тракийската нимфа Кабиро (дъщеря на Протей) били родители на племе, наричано кабири.

### Древни градове
Полиохни е значим и цветущ град от праисторическата епоха, разположен на източното крайбрежие на остров Лемнос. Древният град е открит през 1936 г. от италианската археологическа школа в Атина с директор Дела Сета. Разкопките се подновяват през 1992 г. и се довършват в 1994 г. Открити са седем пласта – градове, строени един върху друг, като най-ранния датира от V хил. пр.н.е. Градът е разрушен около 1600 г. пр.н.е. (400 години преди превземането на Троя) вероятно вследствие на последователни земетръсни трусове. Разполагал е с правоъгълни каменни къщи, площади, крепостни стени, кладенци, пътища, обществени сгради и булевтирион – обществено здание за събиране на жителите на града или на техните представители за вземане на важни решения, засягащи общите дела, нещо като днешния парламент.
Този булевтирион е първият, открит в Европа и вероятно в света. Важността на това откритие е, че става ясно, че демократичния политически строй е действал тук поне 2000 години преди познатата класическа Атинска демокрация.
През историческата епоха островът е известен повече като Дипол (Δίπολις = двуград) от двата му града които са се развили тогава: Мирина и Ифестия.

### Лемноска стела
Около 1885 г. в близост до село Каминия е открит каменен надгробен паметник, изобразяващ лик в профил на воин с копие и надпис, известен като Лемноска стела. Водят се спорове между учените от целия свят за точната датировка, азбуката и езика, използвани в надписа. Надделява мнението, че датира към VІ век пр.н.е., азбуката е древногръцка, а езикът е етруски.
Местоположението на острова – по средата на североизточно Егейско море срещу Хелеспонта – определя неговата бурна история.
- През 512 г. пр. Хр. е превзет от персите и освободен през 479 г. пр. Хр., след което последва съдбата на Атина до ІІ век пр. Хр.
- Става част от Римската империя и впоследствие от Източната римска империя (наречена от историците от по-новото време Византия), която владее острова около 10 века.
- През византийския период Атонските манастири придобиват собственост върху големи площи на острова. Тогава се създава и се развива новият град Котзинас за разлика от близкия му Ифестия, който през този период запада безвъзвратно.
- През XIII век островът се предава на Венецианската република, която подсилва крепостните стени за защита от пиратите и османците.
- На острова през XIV век е заточен патриарх Евтимий, наклеветен от ромейския император Йоан V Палеолог, че крие в килията си голямо съкровище на българските царе.
- Крепостта на Котзинас се свързва с легендарната Марула, дъщеря на управителя на острова, която защитила успешно града при поредната обсада на османлиите, ползвайки меча на баща си (убит от неприятеля).
- През 1458 г. е превзет окончателно от османците.
- През 1770 г. неуспешната обсада на Мирина от руския флот, воден от А. Орлов, кара много от местните жители да изоставят острова.
- От средата на ХІХ век островът се развива добре, благодарение на търговията и преуспяващата диаспора.
- От избухването на Балканската война в 1912 г. 2-ма души от Лемнос са доброволци в Македоно-одринското опълчение[7].
- През Балканската война, благодарение на местоположението си, островът изиграва важна роля. След като на 8 октомври 1912 г. гръцкият флот освобождава острова от турците, заливът Мудрос в южната му част се използва като база на флотата. От тази си позиция не позволява на турския флот да излиза в Егейско море, с което лишава от помощ турските сухопътни войски в континенталната част на остатъка от Османската империя.
- През Първата световна война територията на гр. Мудрос се използва като база за съюзническите войски на Антантата. На 30 октомври 1918 г. в пристанището Мудрос на палубата на британския линеен кораб „Агамемнон“ представителите на Турция подписват с представителите на Антантата Мудроското примирие за прекратяване на огъня.
- От 25 април 1941 до 16 октомври 1944 г. островът е под германска окупация. Тогава се създава съпротивителна организация, подпомагаща съюзническите сили.
- През Гръцката гражданска война е място за заточение. Гръцкият поет Янис Рицос по време на своето заточение на острова написва известната си творба „Опушено гърне“.
- През 50-те и 60-те години на ХХ век по икономически причини островът се обезлюдява чрез вътрешна или външна миграция.

## Лемнос днес
Според старото административно деление на Гърция („Каподистриас“) Лимнос е разделен на 4 общини.
От 1 януари 2011 г. влиза в сила новото административно деление (Закон Каликратис), според което 4-те общини се обединяват в община Лимнос, с административен център гр. Мирина.

### Туризъм
Лимнос не е сред най-известните по света космополитични гръцки острови, като Родос, Миконос, Керкира (Корфу) и др., тъй като започна туристически да се развива сравнително късно. Това обаче се превръща в предимство, тъй като острова е запазил облика си, без да се е извършила сериозна намеса в околната среда, което го прави съблазнителна дестинация за все повече туристи.

### Транспорт
морски транспорт
Фериботни линии свързват Лимнос (предимно от пристанище Мирина и по-рядко Мудрос) с:
- островите Самотраки (28 морски мили), Лесбос (гр. Митилини, 91 м.м.), Агиос Евстратиос;
- градовете Кавала (75 м.м., почти всеки ден), Солун) (127 м.м., веднъж седмично), Пирея (188 м.м.),
- град Лаврио в Атика.

Линиите са постоянно променящи се и зависят от сезона, атмосферните условия и интересите на корабособствениците.
въздушен транспорт
Авиолинии за връзка с:
- гр. Атина (летище „Елевтериос Венизелос“), 2 – 3 пъти на ден;
- гр. Солун (летище „Македония“), пряко или чрез линията Солун – Лимнос – Митилини – Хиос – Самос – Родос до други острови на Егейско море.

През летните месеци пристигат туристи с чартърни полети от Великобритания, Германия, Нидерландия, Италия и др.

## Личности
- Стефан Николов, македоно-одрински опълченец, струмишка чета[8]
- Хар. Хадзиапостолу (Χαρ. Χατζηαποστόλου), деец на гръцката пропаганда в Македония, служител на Кавалското гръцко консулство изпълнява тетористични задачи и убива българите Кола и Георги Еяджин (Έγιατζήν ), участва в т. нар. Епирска борба[9]